# هاري بروتيغام
هاري بروتيغام (بالإسبانية: Harry Brautigam)‏ (و. 1948 – 2008 م) هو عالم اقتصاد من نيكاراغوا .

## التعليم
تعلم في جامعة ليدز، وجامعة إلينوي في إربانا-شامبين.